# محافظة تثليث
محافظة تثليث هي محافظة سعودية تتبع إدارياً لمنطقة عسير، وتقع في جنوب غرب المملكة العربية السعودية.

## نبذة عن المحافظة
تعتبر محافظة تثليث من أكبر محافظات منطقة عسير من ناحية المساحة، حيث تشكل ثلث مساحة المنطقة، ويتبع لها ما لايقل عن 141 قرية وثمانية مراكز إدارية.
تعد من أهم المحافظات الرئيسية التي تقع على ضفتي وادي تثليث، ولعل أول ما يلفت نظر الزائر لها للمرة الأولى هو هذا الهدوء والسكينة اللذان يلفانها برداء من الوقار والأصالة والتراث، كما يوجد بها الكثير من المزارع الخضراء المنتشرة في وسط المدينة وأشجار التخيل الكثيفة، وتلك المجموعات الكبيرة من الإبل ذات الألوان الداكنة.

## عدد السكان
يبلغ عدد سكان محافظة تثليث حسب إحصاء عام 1444هـ/ 2022م (36,451) نسمة، (20,098) نسمة منهم ذكور، و( 16,353) نسمة منهم إناث، وعدد السعوديين منهم (30,233) نسمة، وغير السعوديين (6,218) نسمة.

## النشاط الاقتصادي
يزاول الكثير من أبناء المحافظة مهن مختلفة مثل الرعي للبد والزراعة للقرى والتجارة لسكان المدينة ويتوزع الكثير منهم في مدن المملكة المختلفة للعمل في الوظائف العسكرية والمدنية.
وتتعدد الأنشطة التجارية في المنطقة حيث تكثر الأسواق فيها بشكل كبير فهنا سوق الاثنين والثلاثاء الكبير داخل مدينة تثليث، وهناك سوق الخميس في الصبيخة وسوق الأربعاء في الامواه وسوق الجمعة في الحمضة وسوق الأحد في عين قحطان، وكلها قرى ومراكز تابعة لمحافظة تثليث.

## البيئة والتضاريس
حوض تثليث الذي يمتد من مركز الحمضة جنوباً، إلى مصب وادي الثفن شمالاً، يقدر بحوالي 90 كيلو متراً، يعتبر المجمع الأعظم لسيول روافد تثليث الكبرى، التي تأتي في مقدمتها الأودية العظام آلاتية: الثفن، الرسين، جاش، وهذه الأودية التي تشكل ما يشبه ثلاث زوايا، وعلى مسافة تكاد تكون متساوية ترفد وادي تثليث من جهة الغرب، وكل أودية تثليث تنحدر سيولها من جبال السروات، على سبيل المثال نجد أن مصاب وادي تثليث تبدأ من قمة جبل محلاة غرب مدينة تثليث، وتنتهي في رمال المختمية حول وادي الدواسر، بطول يقدر بحوالي 400 كم متراً، بل واحات وادي الدواسر كانت تشكل في الأزمنة السحيقة، امتداداً طبيعياً لوادي تثليث فهي عبارة عن سهول واسعة تتخللها كثير من الأودية والشعاب، التي تشكل في تكونها مجموعة من الواحات والروابي الصالحة للزراعة، وتحيط بها النجود والوهاد والحزوم والكثبان الرملية المتنوعة، وفي كل الاتجاهات ترى الجبال السامقة الطول والهضاب والأحراش التي تنبت أجود المراعي والأشجار خصوصا عند هطول الأمطار.

## المناخ
تتميز محافظة تثليث بأنها تجمع بين خواص المناخ الصحراوي والمناخ الجبلي المعتدل ففي المرتفعات الجنوبية والغربية يكون معتدلاً لطيفاً في معظم فصول السنة بينما هو في الجهات الشرقية والشمالية مناخ صحراوي حار صيفاً ولكنه اقل حرارة وتطرفاً من جو المنطقة الوسطى. وبصفة عامة، يمكن القول إن المناخ في المحافظة متباين ومتدرّج في اعتداله من الجنوب إلى الشمال، نظرًا لاتّساع رقعتها.